# Huis Honselaarsdijk
Huis Honselaarsdijk is een voormalig jachtslot te Honselersdijk. Alleen het bijgebouw de Nederhof staat er nog, met de voormalige gastenverblijven, paardenstallen en koetshuis. Ze dienen sinds 1977 als gezinsvervangend tehuis voor verstandelijk gehandicapten.
Huis Honselaarsdijk werd in de middeleeuwen gebouwd als kasteel voor de heren van Hunsel en Naaldwijk, en kreeg zijn grootste bekendheid toen het in de eerste helft van de zeventiende eeuw in bezit was van prins Frederik Hendrik van Oranje. Deze brak het kasteel af en zette er een jachtslot voor in de plaats. Daarbij werden gerenommeerde Hollandse en Franse architecten, tuinontwerpers, schilders en beeldhouwers ingeschakeld, zoals Arent van 's-Gravesande, Bartholomeus van Bassen en Jacob van Campen. Het paleis was ruim en had grote tuinen, beelden, fonteinen en een maliebaan.
Met Honselaarsdijk als buitenverblijf, jachtslot en kunstgalerij onderstreepte Frederik Hendrik zijn toegenomen status als soeverein vorst van het prinsdom Oranje en stadhouder van de meeste provincies in de Republiek der Zeven Verenigde Nederlanden. Hij hield er grootse feesten en ontving er belangrijke gasten.

## Historie

### Mottekasteel te Hontsel

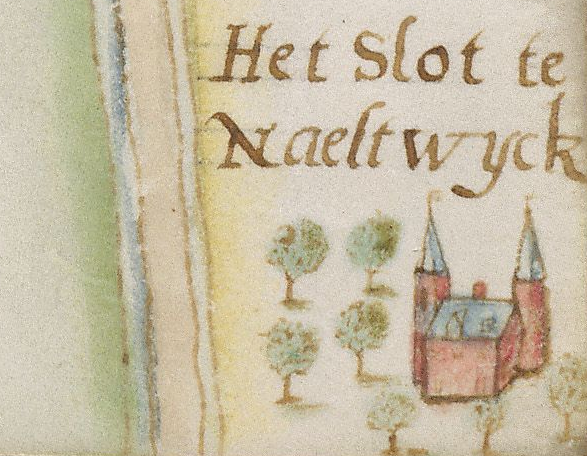
Het slot van vóór 1609, uit een kaartboek van het Sint Catharijne Gasthuis.

Al rond 900 stond er een kerk in de Honselersdijk. Dat kan opgemaakt worden aan de hand van een lijst met goederen van de St. Maartenskerk in Utrecht. Het leen Hontsel, zoals Honselersdijk toen werd genoemd, werd tegen 1200 verleend door de graaf van Holland aan de graven van Voorne. Het was Hendrik van Voorne die het in 1257 verleende aan zijn neef Hugo II van Naaldwijk. Vijf jaar later kocht deze het aan.
Wie het mottekasteel te Hontsel gebouwd heeft, is niet bekend, maar rond 1300 ging Willem I van Naaldwijk er wonen. Het slot had een kapel die gewijd was aan St. Hubertus, de patroonheilige van de jacht. In het slot bleven de Heren van Naaldwijk wonen tot 1496. Wilhelmina van Naaldwijk ging er wonen toen zij trouwde met Jan III van Montfoort. Het goed ging over naar Robert I van der Marck van Arenberg na zijn huwelijk met de dochter van Wilhelmina, Machteld van Montfoort. Zij kregen een zoon, Robert II, die met Walburga van Egmond trouwde. Via het huwelijk van hun dochter Margriet kwam het slot in handen van Jan van Ligne, een Zuid-Nederlandse edelman, bekend als de graaf van Aremberg, en stadhouder voor de Spaanse koning Filips II. De heren van Naaldwijk hadden zowel in Leiden als in Den Haag een groot huis, en verbleven dan ook weinig op Honselaarsdijk. De graven van Aremberg verbleven er af en toe en gebruikten het kasteel waarschijnlijk als jachtslot. Een kastelein verbleef er voortdurend.
Jan van Ligne streed in 1568 aan Spaanse zijde bij de Slag bij Heiligerlee en kwam daarbij om het leven. Via zijn weduwe namen de Staten van Holland in 1577 bezit van de kerkelijke goederen. In 1583 werden de overige goederen in beslag genomen. Na Margriets overlijden kreeg tijdens het Twaalfjarig Bestand haar zoon Karel van Arenberg de goederen in bezit. Die verkocht in 1612 voor 360.000 gulden zijn Westlandse goederen aan Frederik Hendrik graaf van Nassau, de latere prins van Oranje. Behalve het slot te Hontsel waren dat de heerlijkheid van Honselersdijk, de hoge heerlijkheid van Naaldwijk, het ambacht van Wateringen, het patronaatsrecht in de kerk van Naaldwijk, de ambachtsheerlijkheid van Opstal, het windrecht van enkele molens, de visrechten in de rivier de Maas en alle domeinen, rechten en inkomsten.

### Bouw jachtslot

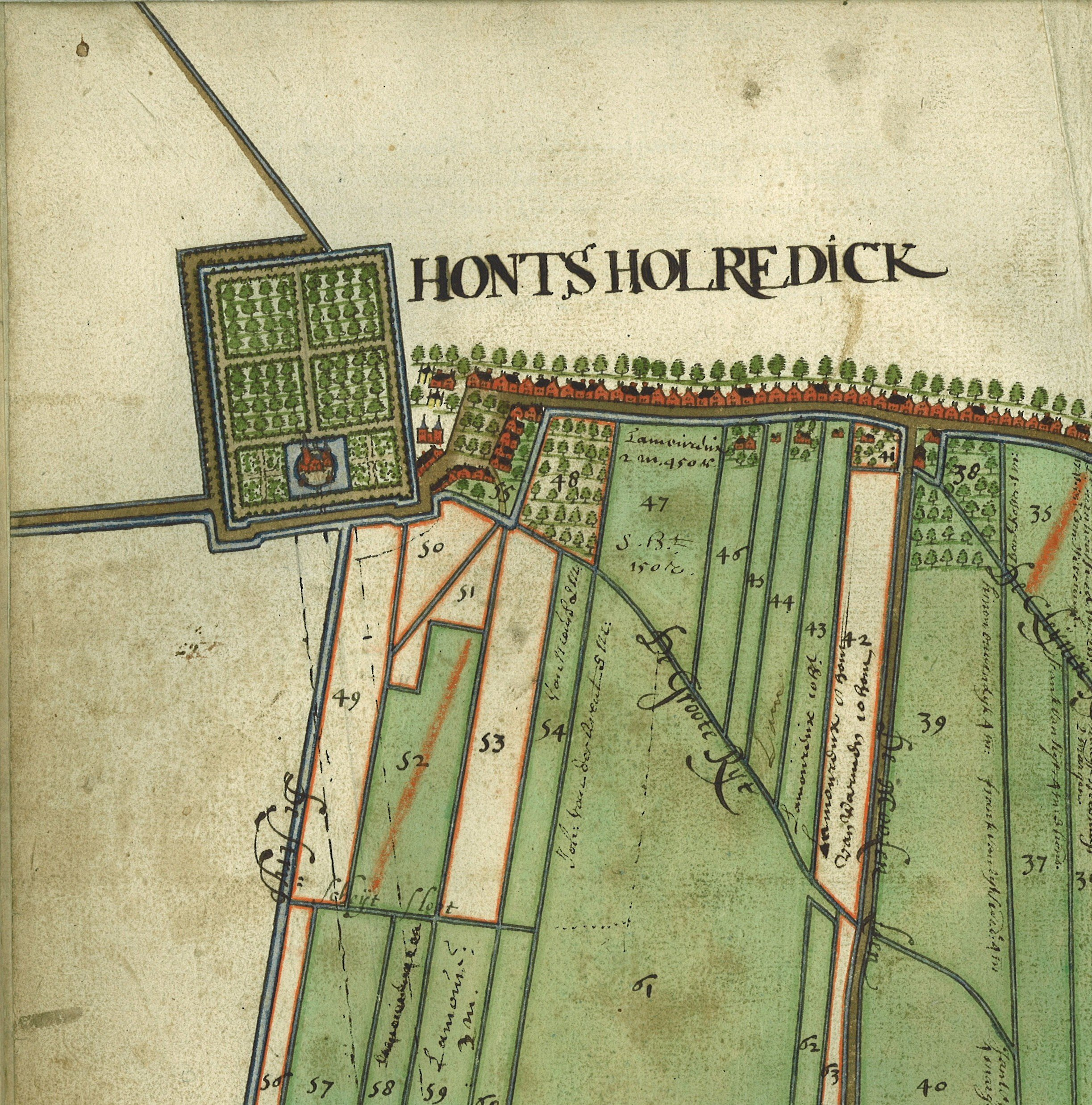
Het kasteel dat werd gekocht door Frederik Hendrik graaf van Nassau, de latere prins van Oranje, is te zien op deze kaart uit circa 1620.

De bouwwerkzaamheden aan het slot begonnen in 1621 na afloop van het Twaalfjarig Bestand. Er werd ook gebouwd in de jaren 1633, 1640 en 1646. Telkens werd het paleis naar de nieuwste inzichten verbouwd. Tijdens de herbouw werden de bouwgoederen via Naaldwijk aangevoerd. Hiervoor werd een kanaal gegraven naar 's-Gravenhage (daar de Prinsegracht genoemd). Tussen 1634 en 1640 werden duizenden bomen aangevoerd.
Het oude kasteel werd gesloopt en op de fundamenten verrees een modern U-vormig huis. Het bestond uit een groot paviljoen met aan weerszijden twee achtkantige torentjes en evenveel rechthoekige hoekpaviljoens aan de tuinzijde, die in 1625 (noordoost) en 1629 (noordwest) gerealiseerd werden. De hoekpaviljoens werden met een galerij verbonden om de binnenplaats te omsluiten. Het huis was vanaf de Middelbroekweg te bereiken via een oprijlaan, die in 1626 werd voltooid, inclusief een halve maan aan de voorkant van het huis.
Het gebouw kreeg een kelder en twee verdiepingen. Het was van baksteen en had natuurstenen onderdelen, zoals omlijstingen, pilasters, waterlijsten en de bekroningen van de vensters. De muren grenzend aan de binnenplaats hadden Dorische en Ionische pilasters. Het middenrisaliet had Korinthische en Ionische pilasters, waarmee de hoofdingang benadrukt werd. De gevel van het hoofdgebouw was ingedeeld in vijf traveeën en had aan de bovenkant een fronton. De vensters aan de buitenmuren waren bekroond met driehoekige en gebogen frontons.
Frederik Hendrik en zijn echtgenote Amalia van Solms hadden ieder een eigen woonappartement. Dat van Frederik Hendrik bevond zich op de bel-etalage in het hoofdgebouw aan de westzijde van de grote zaal. Amalia had haar appartement aan de oostzijde. Beide bestonden uit een kamer, voorkamer, garderobe en een kabinet in het achtkantige torentje.
De architecten van de eerste fase zijn niet bekend. Mogelijk is de architectonische opzet in Frankrijk vervaardigd en in Holland uitgewerkt. De bouw werd uitgevoerd door lokale aannemers en bouwvakkers. Vanaf 1633 werd de Fransman Simon de la Vallée aangesteld als hofarchitect, een zoon van een van de bouwmeesters van Palais du Luxembourg in Parijs. In 1635 werd ook de architect Jacob van Campen aangetrokken. Hij ontwierp kunstwerken en coördineerde de productie van portretten in de schilderijengalerij van Huis ter Nieuburch, die aan meerdere kunstenaars werd uitbesteed. In 1640 werd Pieter Post betrokken bij de bouw en later aangesteld als vaste stadhouderlijke architect. Onder leiding van Van Campen werd het interieur van de hal, trappenhuis en de grote zaal gedecoreerd.

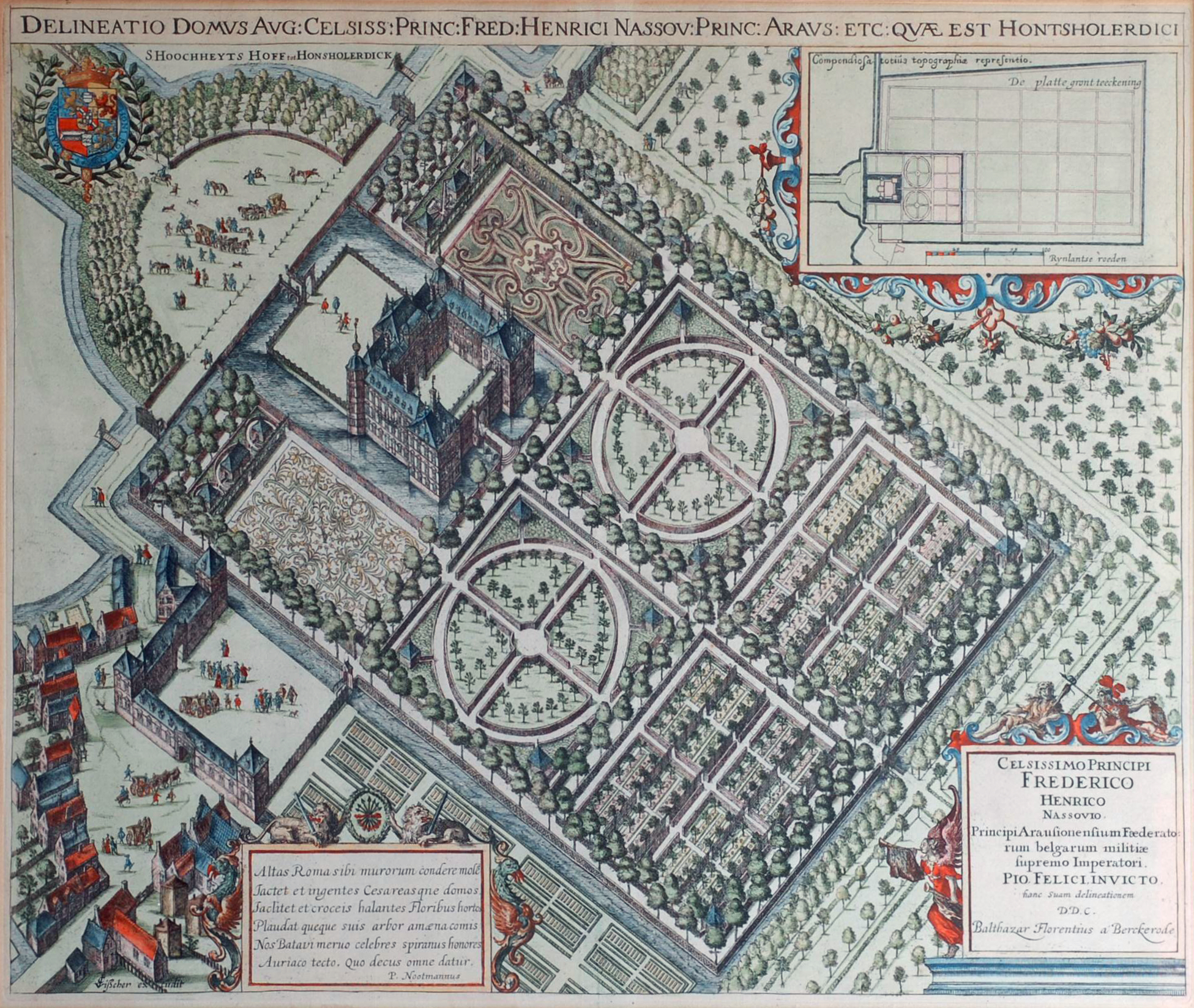
Een overzichtstekening door Balthasar Florisz. van Berckenrode (eerste helft zeventiende eeuw).

Was het eerste ontwerp Frans, tegen 1635 had de nieuwe classicistische architectuur de voorkeur bij Frederik Hendrik. Rond 1635-1637 werd de middenpartij van Huis Honselaarsdijk gemoderniseerd naar deze voor die tijd nieuwe inzichten. Het verschil tussen de Franse en classicistische stijl zit vooral in de gevel. Hadden de gevels in de Franse stijl allerlei ornamenten, in de classicistische moesten de pilasters het klassieke ideaalbeeld zo goed mogelijk weergeven.

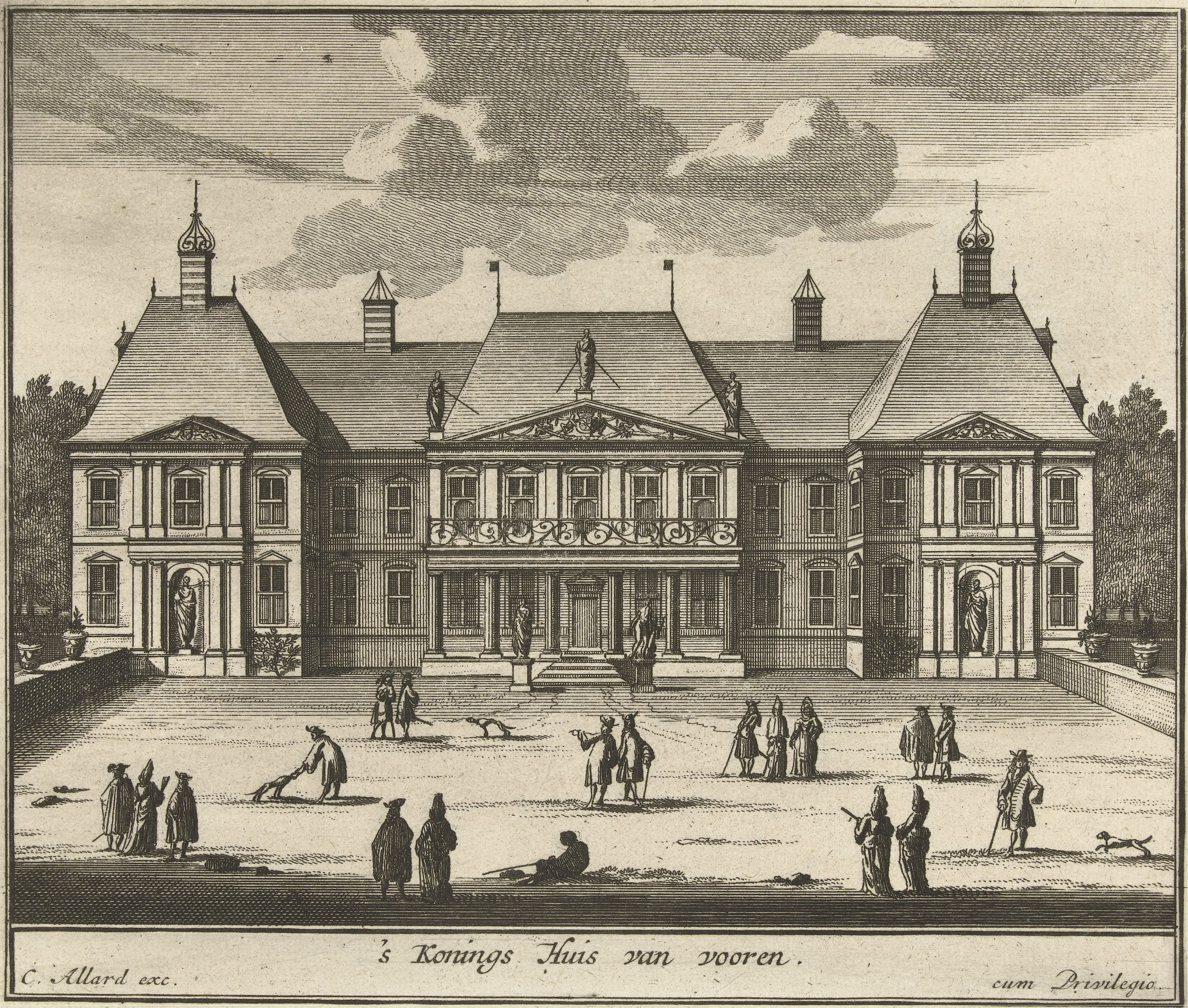
Voorkant van Huis Honselaarsdijk, door Carel Allard (circa 1689 - 1702).

Het middelste paviljoen kreeg een nieuwe gevel en binnen werd een dubbele bordestrap geplaatst. Verder werden ter versiering pilasters aangebracht. Hiermee werd de ruimte geschikt gemaakt voor officiële gelegenheden.
Vijfentwintig jaar na de voltooiing was duidelijk dat de appartementen niet meer voldeden aan de vernieuwde inzichten, en Pieter Post kreeg de opdracht een nieuw ontwerp te maken. Op de plaats van de achtkantige torentjes ontwierp hij vierkante hoekpaviljoens. De buitenkant werd gelijk aan het hoekpaviljoen van de achterkant. Na deze verbouwing zou Honselaarsdijk meer lijken op het Kasteel van Versailles in de tijd van koning Lodewijk XIII, wat waarschijnlijk de reden voor de verbouwing was. Door tijdgenoten werd Honselaarsdijk Klein Versailles genoemd.

### Na de Franse tijd
In 1814 bleek het pand zwaar verwaarloosd en op 21 december dat jaar werd het in het openbaar ter afbraak verkocht. Alleen De Nederhof aan de oostzijde bleef gedeeltelijk staan. Het deel waarin zich onder meer de kapel bevond was eerder afgebroken.
In 1976 werd het overgebleven bijgebouw gerenoveerd. Het functioneert sinds 1977 als gezinsvervangend tehuis De Nederhof. Op 7 juni 1977 werd het tehuis officieel geopend door prinses Margriet der Nederlanden. Het gebouw is een rijksmonument.

## Tuin

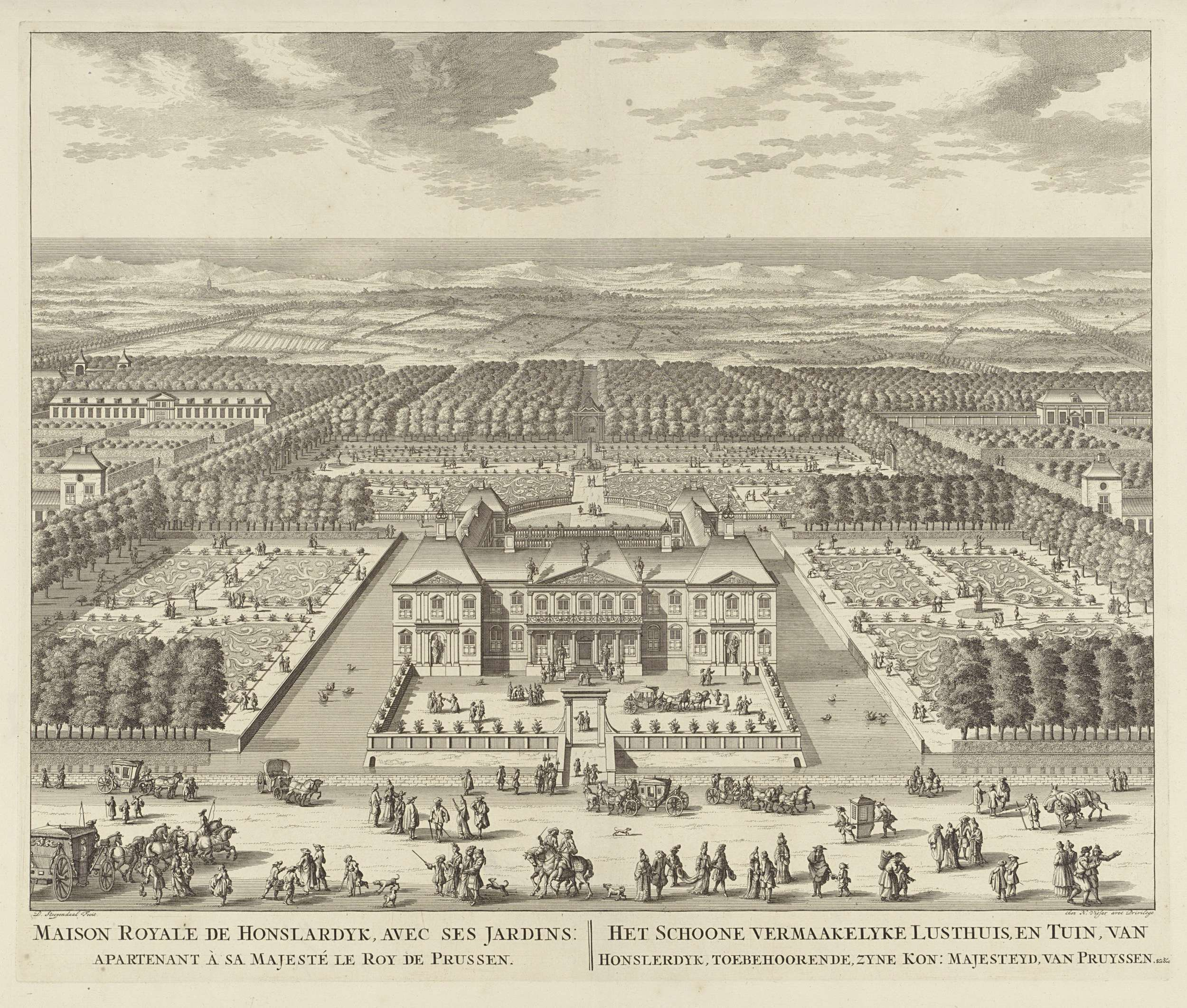
Paleis Honselaarsdijk in vogelvlucht, Daniël Stoopendaal, 1710

Door aankoop van aangrenzende gronden tussen 1628 en 1641 lag het landgoed in de voormalige gemeenten Honselersdijk, Naaldwijk, Monster en Wateringen. Het park bestond uit een bos en een tuin met een boomgaard. Aan beide zijden van het huis bevonden zich parterres, die in 1633 ontworpen waren door de Franse tuinier André Mollet. Zijn vader, Claude Mollet, had onder andere de tuinen van de Tuilerieën en Fontainebleau ontworpen. Deze bestonden uit perken met allerlei figuren, een stijl afkomstig uit Italië en door hem geïntroduceerd. Voor de tuin van Huis Honselaarsdijk had André Mollet aan de linkerzijde een parterre ontworpen met de Hollandse leeuw in het midden, met een mozaïek van wit, rood en zwart gestampte steen, met buxussen, zoden en schelpen. De rechterzijde bestond in zijn geheel uit buxussen. De parterres waren beide aan de grachtzijde omsloten door een berceau en aan de andere kant door begroeid latwerk. Achter het huis was de tuin in vier vakken verdeeld. De voorste twee hadden een cirkelvorm verdeeld in vier segmenten. In deze stonden bomen en heggen. In de hoeken waren prieeltjes met houten banken, verborgen voor het oog door aangeplante heesters. Achter de cirkelvormige vakken lag de boomgaard. Die bestond uit zestien vakken die omsloten waren door hoge schuttingen. Hier tegenaan stonden leibomen, zoals abrikozen en perziken. De tuin was verder versierd met tulpenbedden, beelden en vazen. Rondom lag een brede laan en een gracht. De moes- en de kruidentuin lagen rechts van de tuin. Deze leverden de benodigdheden voor paleis Noordeinde en Huis Ter Nieuburch.
Verder naar buiten lag een bos dat in vier vakken verdeeld was, een warande waar gejaagd werd. Voor de beplanting werden duizenden bomen gebruikt, die van heinde en verre werden aangekocht. In 1638 werden onder andere 55000 elzen, 2969 iepen en meer dan 500 abelen geplant. Vanuit het graafschap Meurs werden in 1634 ruim 4000 beuken en 2000 jonge heesters aangevoerd. In de hoek kwam een speelhuis en een deel van het bos werd ingericht voor een hertenkamp. Er kwamen verder nog een duifhuis en houten kooien voor fazanten, patrijzen, kwartels en tortelduiven. De grachten werden gevuld met snoeken, karpers en andere vissen. Ten zuiden van het huis kwam een maliebaan.
In 1646 werden weer veranderingen aangebracht aan de tuin en de oost- en westzijde van het huis. Er werden opnieuw bomen geplant en er werden drie fonteinen neergezet.
Willem III liet in 1680 een oranjerie bouwen, achter de stallen aan de westzijde van het huis. Het gebouw was langgerekt met in het midden een grote koepel. In de oranjerie stonden "Indiaensche" en andere uitheemse gewassen. De planten gedijden niet goed, volgens Tessin door het brakke water dat zij kregen. Dit water kwam via de Oranjesluis, die in 1673 in de Maasdijk was aangelegd, zodat Maaswater via een nieuw gegraven kanaal naar de tuinen van Honselaarsdijk kon stromen. Willem liet de tuin opnieuw aanleggen en er werd een nieuwe fontein geplaatst.

## Dienstgebouwen
Vanaf 1640 werd een nieuwe bouwfase ingelast, waarbij dienstgebouwen voor het personeel opgetrokken werden aan weerszijden van het paleis. Ook boden deze ruimte voor de stallen en de koetsen. De gebouwen hadden een U-vorm en waren gericht naar de zijgevels van het paleis. De hoekpaviljoens waren hoog en de daartussen liggende vleugels laag. Eerst werd aan de oostzijde een dienstgebouw neergezet, met drie hoektorens. Het ging dienstdoen als paardenstal en koetshuis en werd Nederhof genoemd. Later werd er een gastenverblijf met badhuis en een kapel aan toegevoegd. De preekstoel in de kapel uit 1646 werd in 1758 geschonken aan de Hervormde gemeente van Wateringen en staat daar nog in de plaatselijke Hervormde Kerk. Vanaf 1643 verrees aan de westzijde van het paleis een dienstgebouw met vier hoektorens die met elkaar verbonden waren door galerijen. Dit werd het Domeinkwartier genoemd en werd gebruikt als woonverblijf voor het hofpersoneel. In datzelfde jaar werd ook de Nederhof uitgebreid met een vierde hoektoren naar het ontwerp van het Domeinkwartier. De dienstgebouwen waren te bereiken via een houten bruggetje.
Voor de bouw van de Nederhof werd een deel van het dorp Honselersdijk gesloopt. Daarvoor in de plaats werden grenzend aan de Nederhof nieuwe huizen gebouwd. Tussen de Nederhof en een van de huizenrijen bevond zich een pleintje.

## Schilderijen
Frederik Hendrik en Amalia bezaten zo'n vierhonderd tot zeshonderd schilderijen. Een deel was geërfd van Maurits, een deel hadden zij gekregen en het overgrote deel was verworven door eigen aankoop. Een uitgebreide kunstcollectie vonden zij belangrijk voor hun aanzien. De schilderijen waren onder meer afkomstig van Gerard van Honthorst, Pieter de Grebber, Paulus Bor, Cornelis Vroom en Artus Quellinus. Een van de zalen werd gewijd aan Diana, de godin van de jacht. In een andere hingen honderd portretten van vorsten, kunstenaars, geleerden en veldheren. Onder de vensters bevonden zich afbeeldingen van paleizen en allegorische voorstellingen. Vanwege het ontbreken van inventarisatielijsten is slechts een deel van de werken bij titel bekend.
Bijzonder is de Il pastor fido-reeks (in het Nederlands: De trouwe herder), omdat deze nog bijna helemaal intact is. Voor de productie werd rond 1635 opdracht gegeven aan meerdere Noord-Nederlandse schilders. De reeks hing in een van de kamers van Amalia's appartement. Hoewel de reeks uit elkaar geraakt is, bestaan er nog zeven van de acht schilderijen.
Il pastor fido (De trouwe herder)

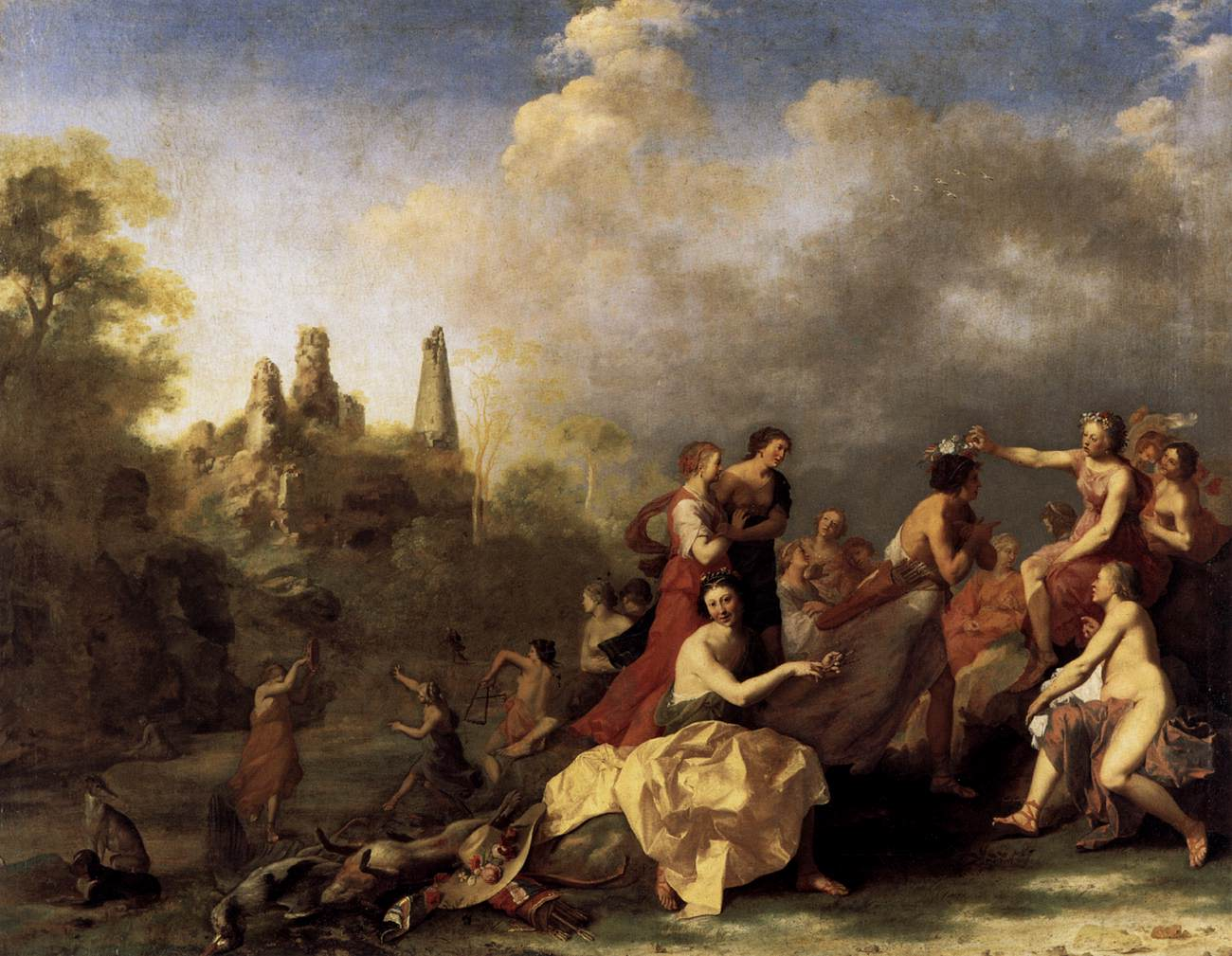
Cornelis van Poelenburch, Amaryllis bekranst Mirtillo
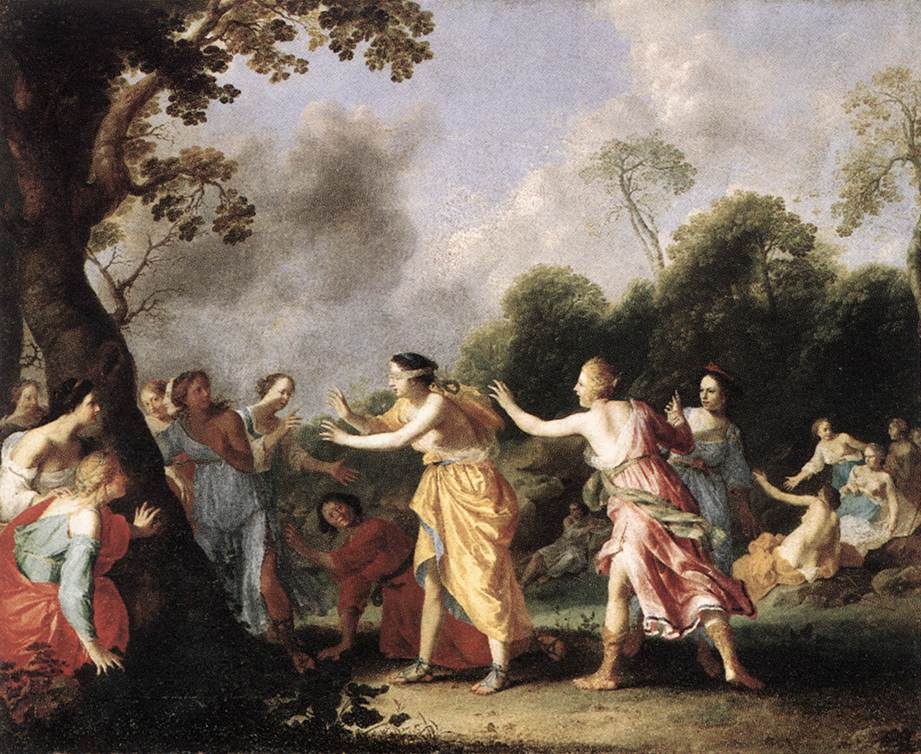
Dirck van der Lisse, Het blindemansspel
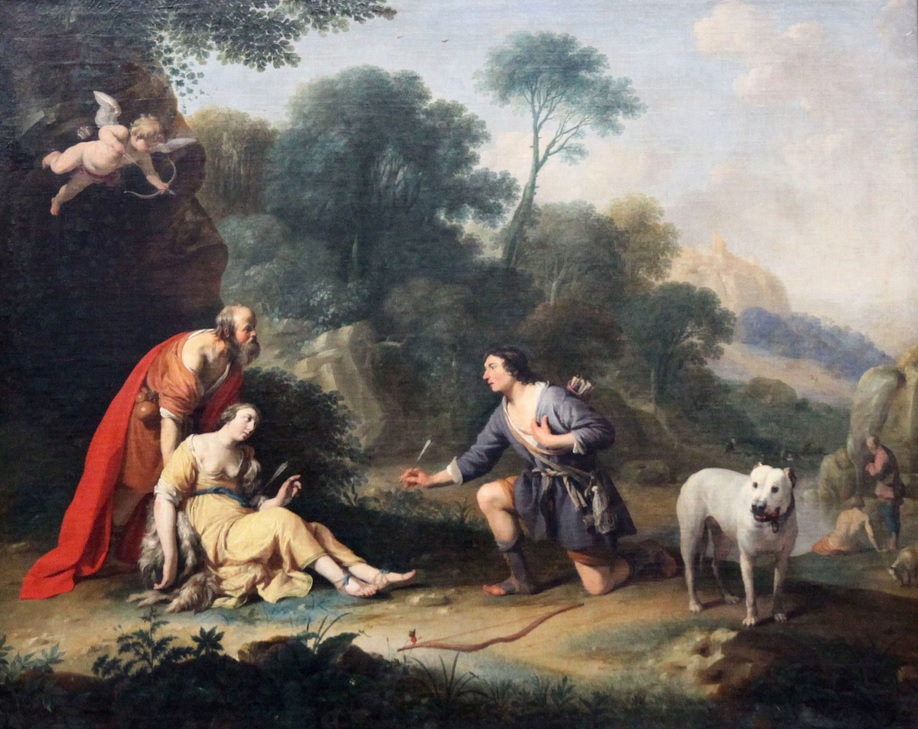
Herman Saftleven, Silvio en Dorinda
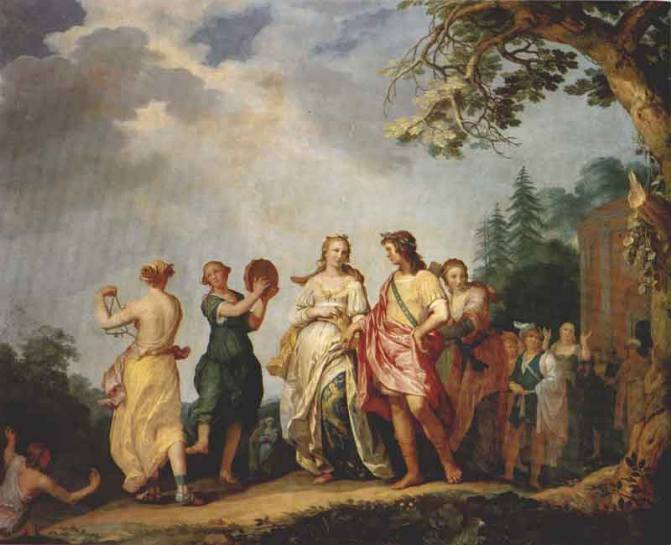
Abraham Bloemaert - Het huwelijk van Amaryllis en Mirtillo

## Eigenaren

### Frederik Hendrik en Amalia

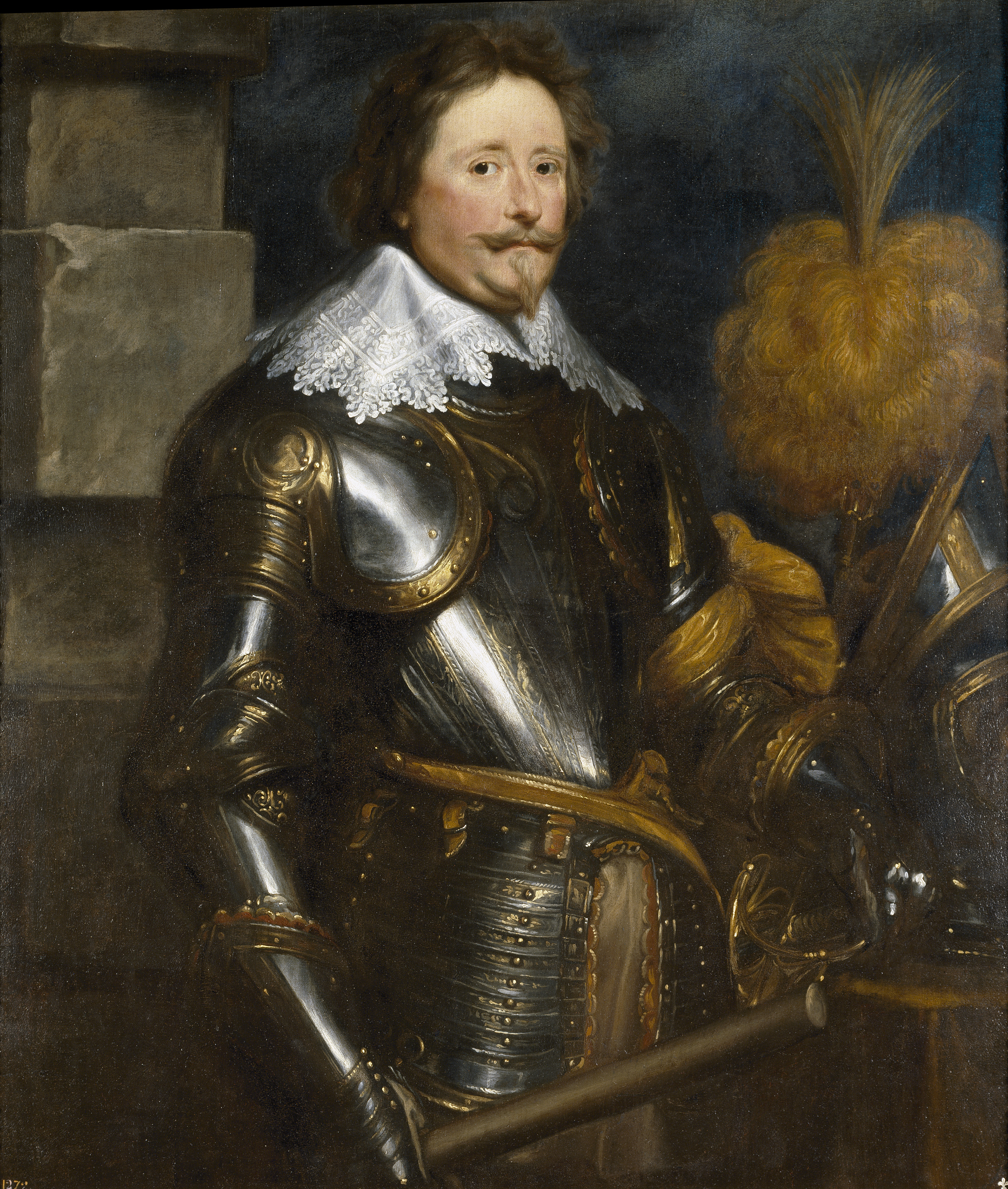
Frederik Hendrik van Oranje, circa 1629, door Anthony van Dyck.

Frederik Hendrik van Oranje (1584-1647) was de zoon van Willem van Oranje en Louise de Coligny. Zijn moeder was Française en voedde hem volgens Franse gebruiken op. Tijdens zijn reizen naar Frankrijk kwam hij in aanraking met de bouwlust van het Franse hof en werd daardoor geïnspireerd. Terug in Holland bleef hij zich op de hoogte houden van de architectonische ontwikkelingen in Frankrijk. In 1625 volgde hij zijn halfbroer Maurits van Oranje op als stadhouder van vijf provincies, als opperbevelhebber van het Staatse leger en als soeverein vorst van het prinsdom Oranje. Hij wilde zich spiegelen aan Europese vorstenhuizen en zijn paleizen moesten daaraan bijdragen. Hij was actief betrokken bij het ontwerp en bouw ervan, zelfs als hij op veldtocht was. Daarnaast beschikte hij over een uitgebreide schilderijenverzameling. Hij breidde het Haagse hof uit, organiseerde feesten, hield jachtpartijen en liet zijn kinderen met voorname buitenlandse vorstenhuizen trouwen. Zodoende was zijn hof van bijna Europese allure.
Frederik Hendrik was een liefhebber van architectuur en liet ook Huis ter Nieuburch bouwen en verbouwde Paleis Noordeinde, Huis Buren, Kasteel van Breda, Huis te Dieren en het Huis Zuylenstein. De bouw van Honselaarsdijk werd voor een groot deel betaald uit zijn aandeel in de opbrengst van de Spaanse zilvervloot, die Piet Hein in 1628 had veroverd. Naast Frederik Hendrik en zijn vrouw Amalia, verbleven zo nu en dan zijn zoon Willem en diens gemalin Mary Stuart in het buitenhuis.
Frederik Hendrik ontving er tal van belangrijke gasten, zoals in 1638 Maria de' Medici, de koningin van Frankrijk.

### Willem II en Mary
Na de dood van Frederik Hendrik ging Honselaarsdijk naar Willem II. Zijn zwager Charles logeerde er soms tijdens zijn ballingschap. Willem verbleef er weinig. Hij gaf de voorkeur aan zijn huis in Dieren. In 1650 overleed hij op 24-jarige leeftijd. Acht dagen later beviel Mary van hun zoon Willem III van Oranje. Zij mocht gebruik blijven maken van Honselaarsdijk. De herten waren onder Willem al overgebracht naar Dieren. De overige beesten, waaronder beren, honden en vogels, werden door Mary aan de graaf van Oost-Friesland geschonken. De rijpaarden werden in Rijswijk verkocht. Zo nu en dan verbleef zij met haar zoon op Honselaarsdijk. Zij overleed in 1660 tijdens een bezoek aan haar broer Charles, die inmiddels koning van Engeland geworden was.

### Willem III van Oranje
Willem III van Oranje erfde het huis na de dood van zijn moeder Mary Stuart. Geregeld ging hij er op jacht en hield er bijeenkomsten. Na 1672 gebruikte hij vooral paleis Het Loo als jachtslot, vanwege de uitgestrektheid van het belendende jachtgebied. Toch bleef hij trots op Honselaarsdijk. In 1655 schreef de schrijver van 'De vermaecklyckheden van Hollandt' dat "Honstslardijck een der schoonste en kostelyckste huysen" was van de Zeventien Provinciën. Waren er hoge gasten in Den Haag, dan werden die vaak uitgenodigd op Honselaarsdijk, zoals op 6 mei 1675 de keurvorst van Brandenburg en zijn vrouw. In de zomer van 1664 verbleef de Friese stadhouder Willem Frederik van Nassau-Dietz er met zijn echtgenote. Willem was net als zijn vader en grootvader een liefhebber van kunst en liet veel schilderijen vervaardigen. Ook liet hij een oranjerie bouwen door Johan van Swieten.

### In Pruisische en Franse handen

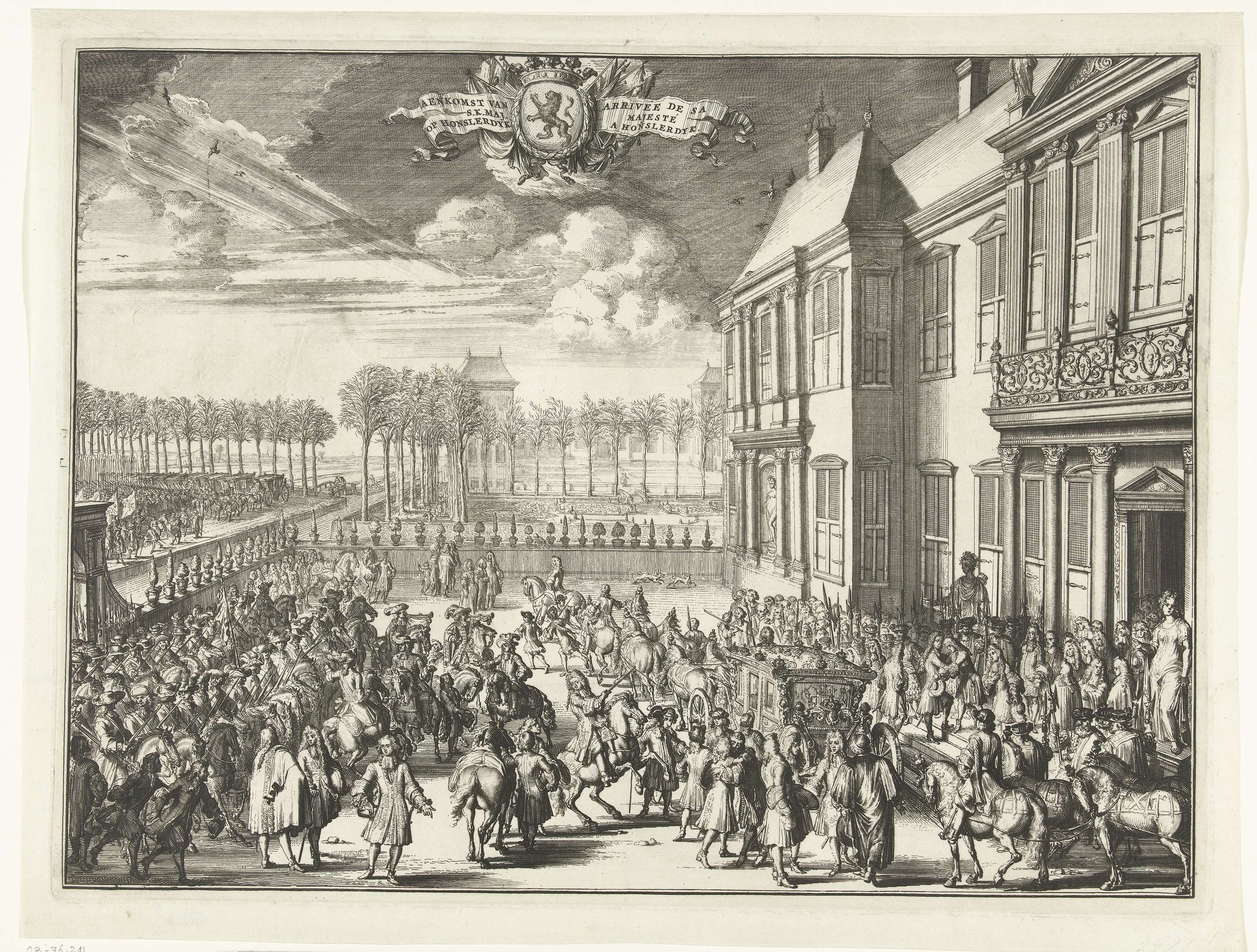
Koning Willem III van Engeland en tevens de prins van Oranje, komt aan bij Huis Honselaarsdijk, door Romeyn de Hooghe (1691).

Nadat Willem III in 1702 kinderloos was overleden, ontstond er verschil van mening over wie mocht erven. Pas in 1732 werd dat beslecht en kwam het jachtslot in handen van de Pruisische koning Frederik I, een kleinzoon van Frederik Hendrik. Honselaarsdijk bleef in handen van de familie Hohenzollern, totdat zijn zoon koning Frederik de Grote het in 1754 verkocht aan Anna van Hannover, de weduwe van stadhouder Willem IV van Oranje-Nassau, die het aan haar dochter Carolina van Oranje-Nassau ter beschikking stelde. Het paleis was toen erg vervallen.
Na de verovering in 1795 van de Republiek der Zeven Verenigde Nederlanden door Frankrijk werd het slot staatsbezit en kreeg het de functie van respectievelijk gevangenis, militair hospitaal en kweekschool voor scheepvaartpersoneel.